# Лисецкий, Антон Григорьевич
Антон Григорьевич Лисецкий (1790—1864) — генерал-лейтенант, сенатор.

## Биография
Родился 17 (28) января 1790 года в Новоград-Волынском уезде, по происхождению польский шляхтич.
На службу определился в 1803 году подпрапорщиком в Азовский пехотный полк и последовательно был производим в следующие чины. Участвовал в многочисленных делах и походах.
В кампании 1805 года против французов он находился при Этингене, Ламбахе, Эмсе, Кремсе, Шенграбене и Аустерлице; в кампании 1807 года в Восточной Пруссии он был в сражениях при Прейсиш-Эйлау и Шпандине, где дважды был ранен пулей в ногу и бедро.
В 1808 году он принял участие в шведской кампании и находился при занятии Пиксемяг, в сражениях при мосту Сисазальме и реке Менсдорфе; в 1809 году находился в северной Вестерботнии при занятии кирки Шелефта и в сражении у города Умео и при деревне Сефаре.
В Заграничной кампании 1813 года Лисецкий участвовал в блокаде Данцига, в 1815 году находился в Царстве Польском и в Пруссии.
В 1817 году был произведён в майоры и в 1823 году — в подполковники. В 1826 году был переведён полковым командиром в Камчатский пехотный полк.
В 1828 году, в турецкую кампанию, Лисецкий находился при блокаде крепостей Силистрии, Шумлы и Сизополя и взятии городов Адрианополя, Люмбургаса и Демотики; в 1829 году он за отличие был произведён в полковники.
За беспорочную выслугу 25 лет в офицерских чинах 18 декабря 1830 года А. Г. Лисецкий был награждён орденом Св. Георгия 4-й степени (№ 4435 по кавалерскому списку Григоровича — Степанова). В 1831 году он принимал участие в подавлении Польского восстания.
В 1837 году Лисецкий был произведён в генерал-майоры, с назначением командиром 1-й бригады 1-й пехотной дивизии, а в 1841 году — командиром 2-й бригады той же дивизии. Назначенный в 1846 года командующим 9-й пехотной дивизиею, он в следующем году был произведён в генерал-лейтенанты.
В 1849 году Лисецкий был в Венгерском походе и по возвращении с 6 декабря 1849 года был назначен присутствовать в Сенате во 2-м отделении 6-го департамента, а в 1853 году был перемещён в 1-е отделение того же департамента.
Скончался 4 (16) января 1864 года. Был похоронен в Москве на Введенском кладбище; на могиле было указано: «Заслуженный воин, достойнейший муж и отец семейства † на 74 г.»; могила утрачена.

## Награды
Боевые заслуги Лисецкого были отличены целым рядом орденов, до ордена Св. Владимира 2-й степени включительно.